# Kozákov (Radostná pod Kozákovem)
Kozákov je malá vesnice, severovýchodní část obce Radostná pod Kozákovem v okrese Semily. Nachází se asi jeden kilometr jižně od vrcholu hory Kozákov.
Kozákov leží v katastrálním území Lestkov pod Kozákovem o výměře 4,04 km².

## Historie
První písemná zmínka o vesnici pochází z roku 1410.

## Další fotografie

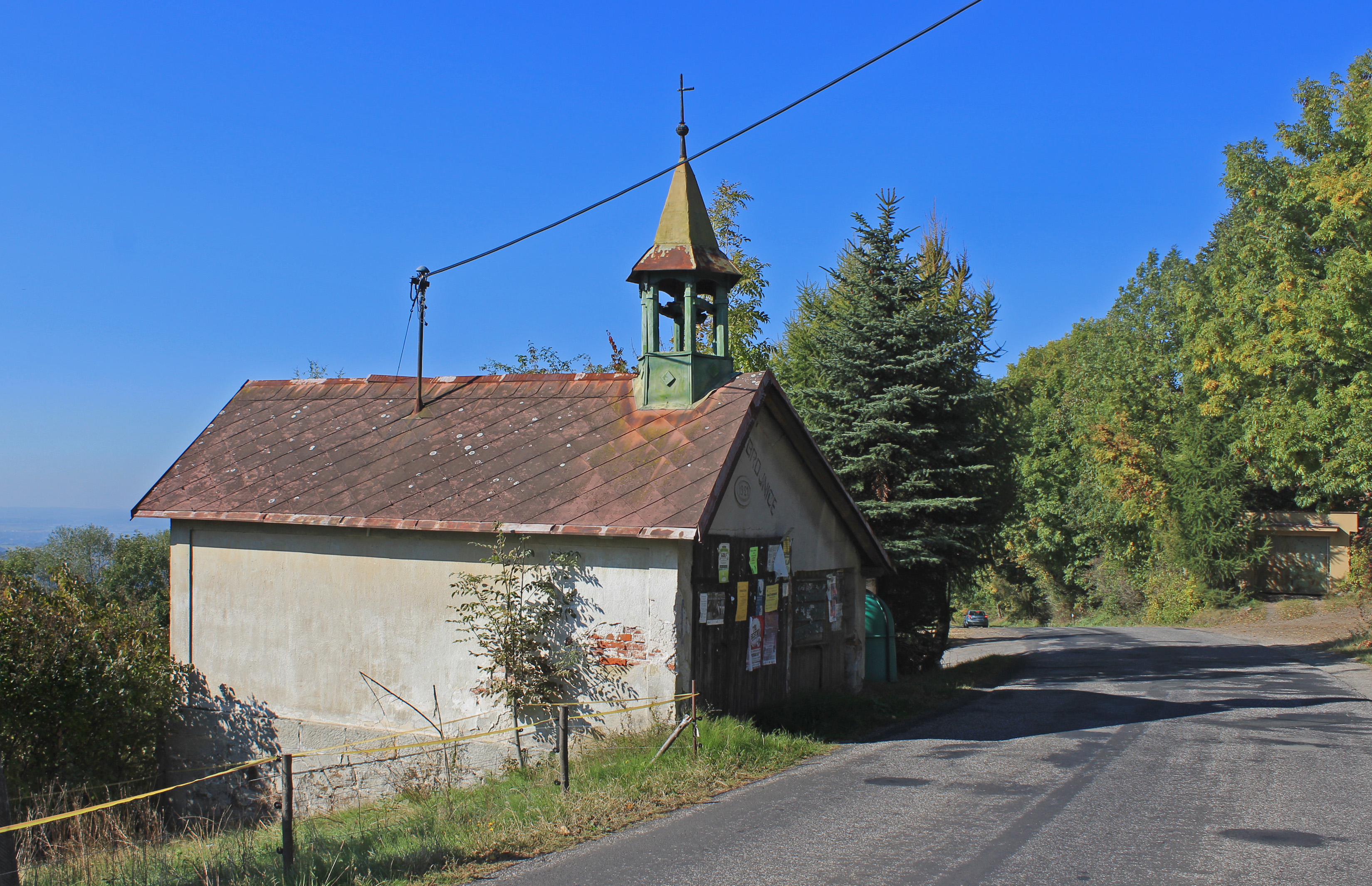
Bývalá hasičská zbrojnice
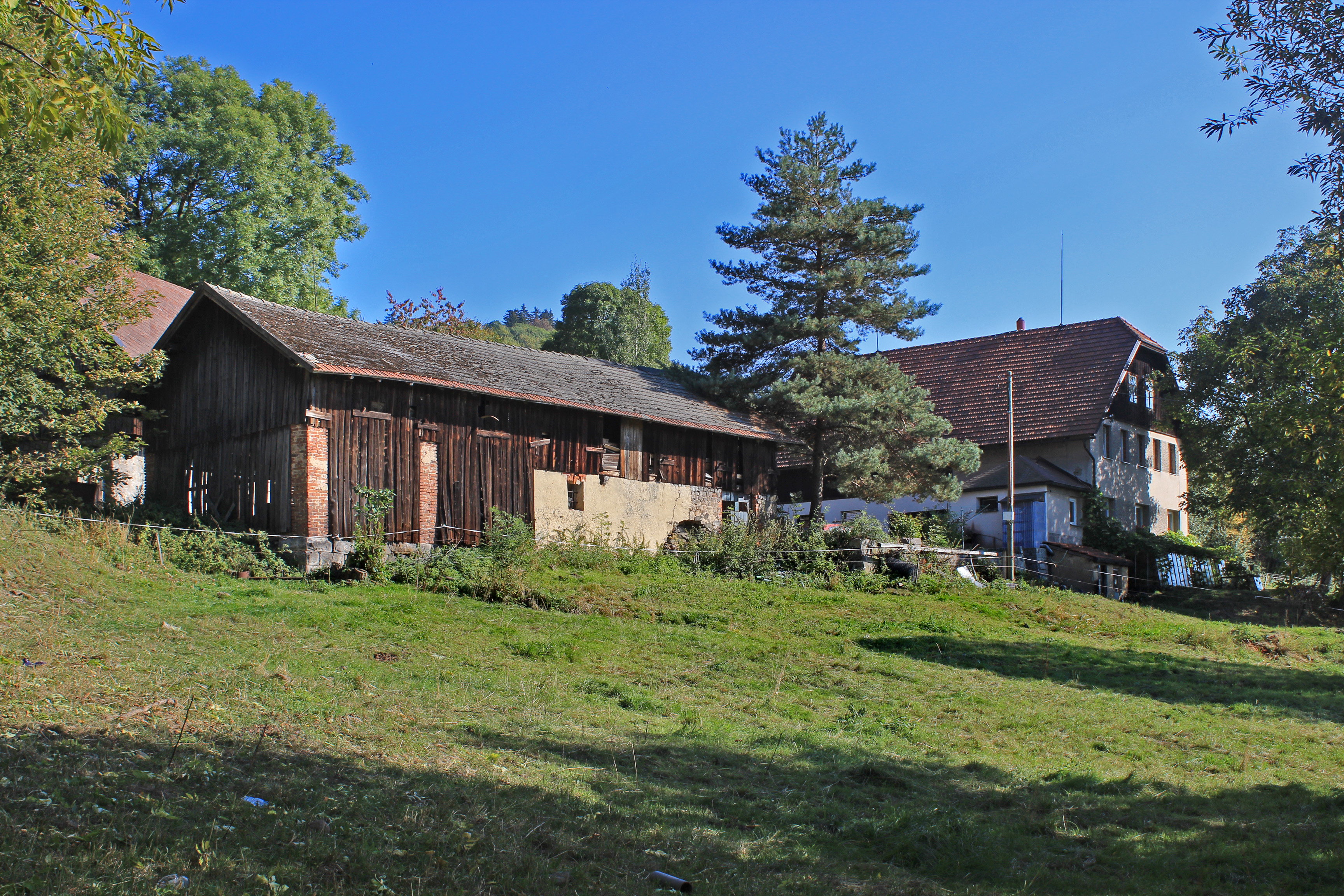
Dům čp. 20
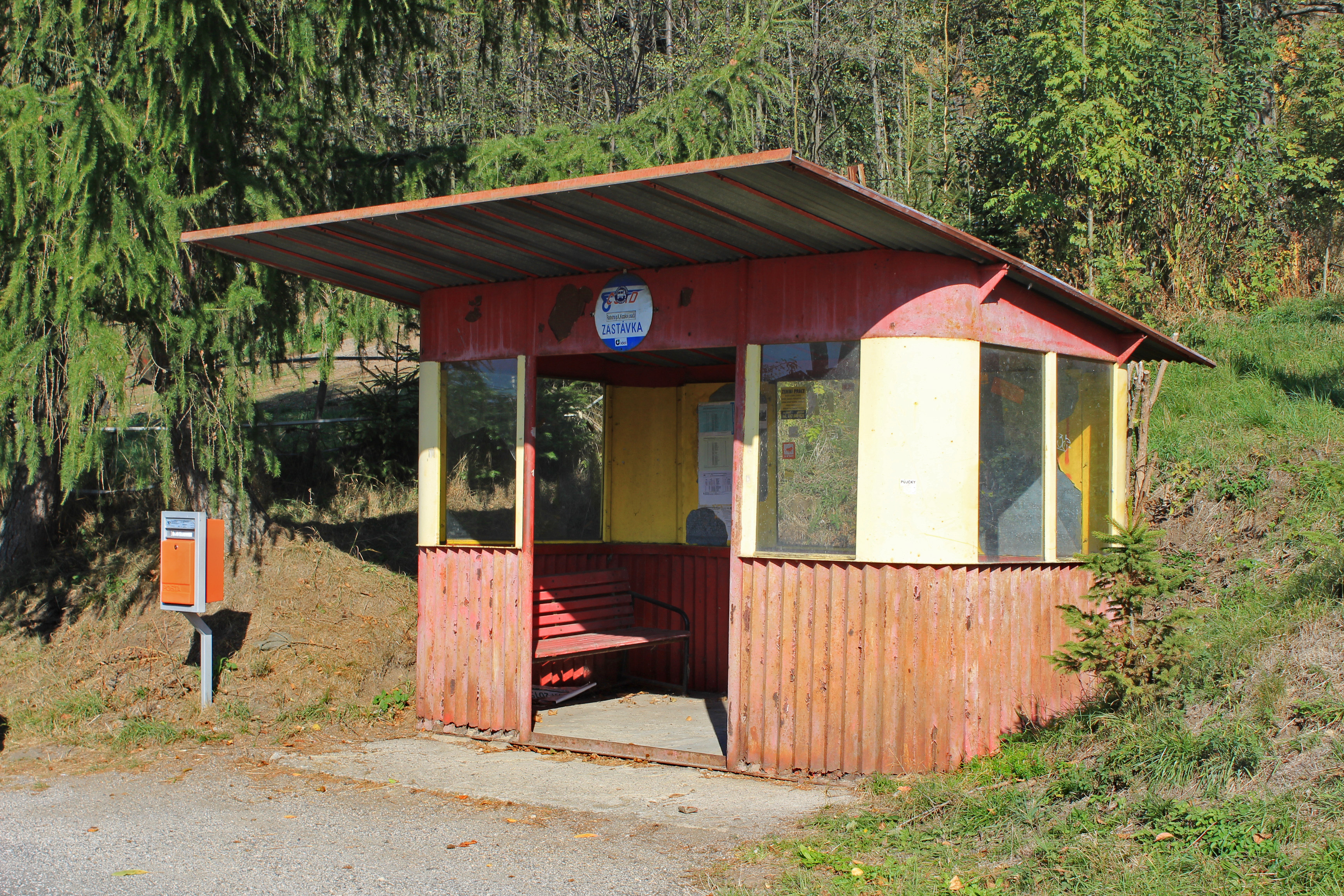
Zastávka